# Daventry
Daventry este un oraș și un district nemetropolitan în Regatul Unit, în comitatul Northamptonshire, regiunea East Midlands, Anglia. Districtul are o populație de 78.200 locuitori, din care 22.367 locuiesc în orașul propriu zis Daventry.

## Orașe din cadrul districtului
- Dartford